# 設定 (敘事學)
設定是敘事內關於時間與空間的虛構元素，故事建立於設定之上，而設定會構成故事的世界，它是虛構作品的基本組成要素。設定的內容可以包括文化、歷史、風格、地理等各種要素。

## 角色
設定是敘事中一個重要的元素，在一些作品裡、角色本身具有設定，但這個術語通常是指故事裡的環境，以及小說家Donna Levin所指出的、這些社會環境如何塑造人物的價值觀。

## 另見
- 景觀

## 註腳
1. ↑  Truby, 2007, p. 145
2. ↑  Obstfeld, 2002, pp.1,65,115,171.
3. ↑  Lodge, 1992, pp.58-60.
4. ↑  Levin, 1992, pp.110-112.